# Academia Nacional de Letras de Uruguay
La Academia Nacional de Letras es la institución que  agrupa a académicos, escritores y otras personalidades consideradas expertas en el uso de la lengua española en Uruguay.

## Historia

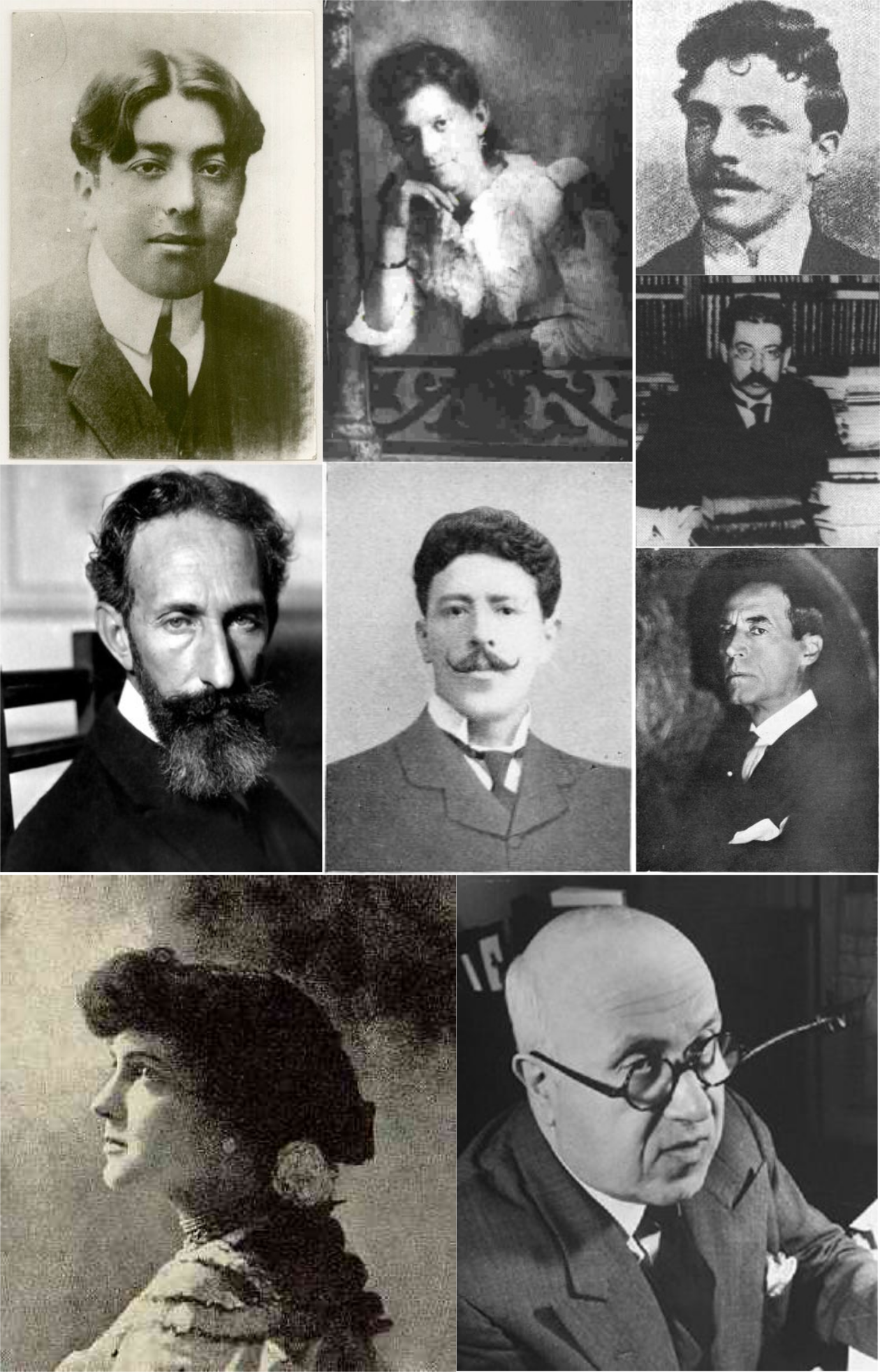
Generación del 900

La Academia Nacional de Letras, fue establecida el 10 de febrero de 1943, por decreto de Ley N.º 10.350.
La primera sesión de dicha academia, ocurrió el 29 de octubre de 1943, en el Palacio Taranco y fue presidida solemnemente por el entonces presidente de la República Juan José de Amézaga.
Inicialmente estuvo integrada por Antonio María Barbieri, Víctor Pérez Petit, Raúl Montero, Emilio Frugoni, Álvaro Armando Vasseur, Juana de Ibarbourou, Emilio Oribe, Alberto Zum Felde y Carlos Martínez Vigil.

## Organización

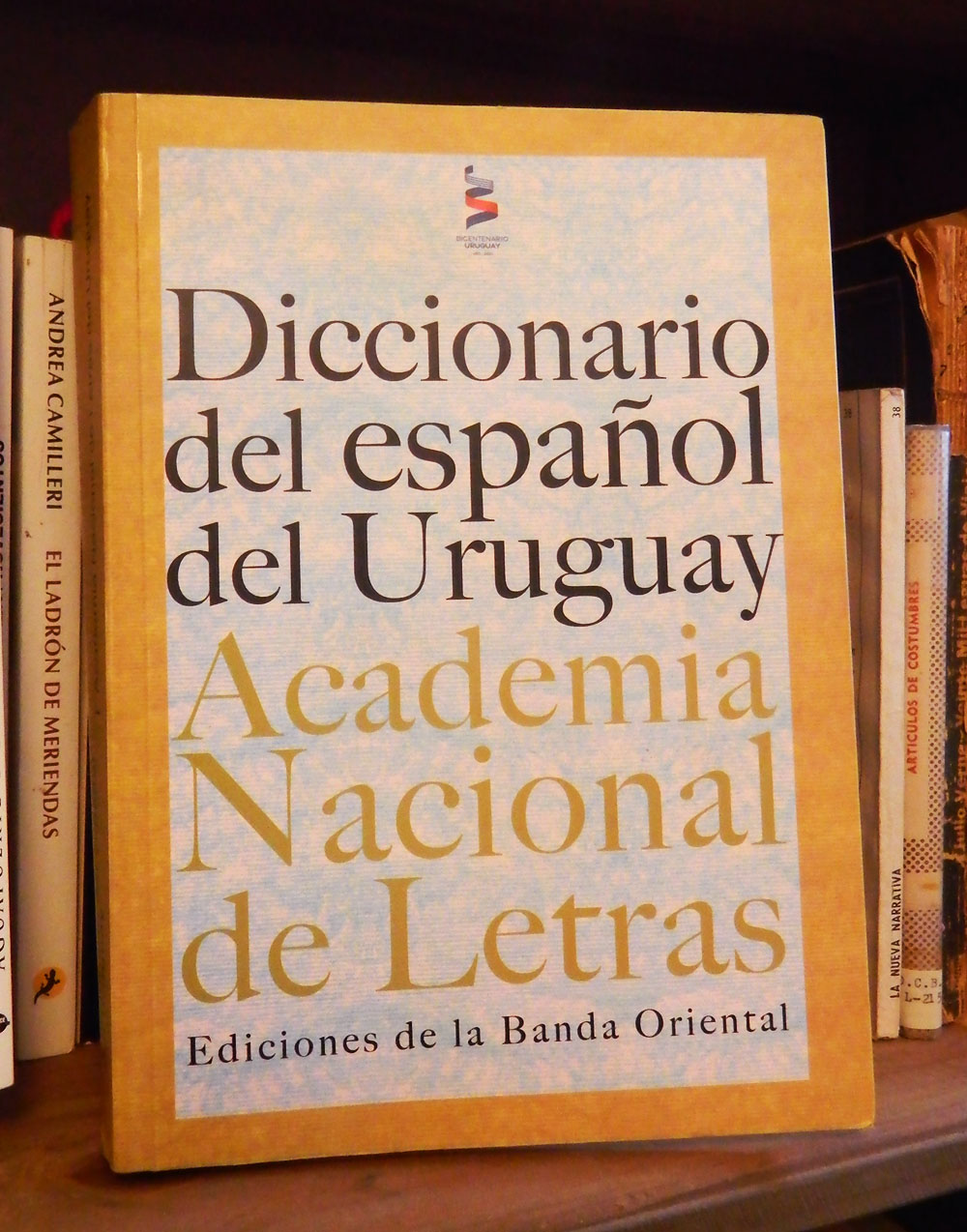
Diccionario del español de Uruguay editado por la Academia Nacional de Letras.

Está integrada por las siguientes categorías de académicos:
- Académicos de Honor
- Académicos de Número: en total son 19 y conforman el organismo directivo permanente de la Academia.
- Académicos Eméritos
- Académicos Correspondientes

Desde 1978 los sillones de los académicos de número llevan los nombres de personalidades de las letras uruguayas del siglo XIX (las denominadas generación del Ateneo y generación del 900). Estos son:
- José Manuel Pérez Castellano
- Dámaso Antonio Larrañaga
- Bartolomé Hidalgo
- Francisco Acuña de Figueroa
- José Pedro Varela
- Francisco A. Bauzá
- Eduardo Acevedo Díaz
- Juan Zorrilla de San Martín
- Javier de Viana
- Carlos Reyles
- José Enrique Rodó
- Carlos Vaz Ferreira
- Julio Herrera y Reissig
- Florencio Sánchez
- María Eugenia Vaz Ferreira
- Horacio Quiroga
- Raúl Montero Bustamante
- Delmira Agustini
- Ernesto Herrera

Pertenece a la Asociación de Academias de la Lengua Española desde el año 1960, decisión adoptada en el III Congreso de dicha entidad. En el 2001, por acuerdo de la Real Academia Española, pasa de ser una Academia asociada a una Academia correspondiente.

## Académicos
Lista de Académicos de número por orden de antigüedad:
- Carlos Jones Gaye
- Aníbal Barrios Pintos
- José María Obaldía
- Wilfredo Penco
- Gladys Valetta Rovira
- Jorge Arbeleche
- Juan Grompone
- Ricardo Pallares
- Gabriel Peluffo
- Adolfo Elizaincín
- Angelita Parodi de Fierro
- Gerardo Caetano
- Óscar Sarlo
- Rafael Courtoisie
- Marisa Malcuori
- Magdalena Coll
- Virginia Bertolotti
- Beatriz Vegh
- Hugo Burel
- Jorge Bolani
- Álvaro Díaz Berenguer

## Académicos eméritos
- Antonio Larreta
- José Pedro Barrán
- Tomás de Mattos
- Alma Hospitalé de Darino
- Daniel Vidart

## Académicos de honor
- Estela Medina
- Washington Benavides
- Arturo Ardao
- Mario Benedetti
- Amanda Berenguer
- Eduardo Blanco Acevedo
- Daniel Castellanos
- Eugenio Coseriu
- Juana de Ibarbourou
- Emilio Frugoni
- Fernán Silva Valdés
- Rodolfo Tálice
- Álvaro Armando Vasseur